# Sszam
A sszam (hangul: 쌈, RR: ssam) olyan ételeket jelöl a koreai gasztronómiában, amelyeket valamely növény levelébe tekerve fogyasztanak, frissen. Általában salátalevelet, kínai kelt, szezámlevelet, tengeri hínárt, vagy kimcshi (kimchi)t használnak fel hozzá. Sült húsokat vagy akár nyers halakat, osztrigát is fogyasztanak így.

## Készítése
A sszam (ssam) készítéséhez valamilyen friss vagy párolt növénylevél, esetleg nagy kimcshi (kimchi)levél szükséges, amire általában húst vagy tenger gyümölcseit, esetlegesen nyers halat helyeznek. Erre kerülhet még fokhagymagerezd, csilipaprika és valamilyen szósz, általában sszamdzsang (ssamjang), kocshudzsang (gochujang) vagy töndzsang (doenjang). Nem csak növénybe lehet tekerni a hozzávalókat, használnak koreai palacsintát is. A sszam (ssam)ot olyan méretűre készítik, hogy egyben fogyasztható legyen, a töltelék kiesését megakadályozandó. A sszambap (ssambap) esetében a töltelékbe főtt rizs is kerül.

## Változatok
- csonboksszam (jeonbokssam) (전복쌈): vékonyra szeletelt, szárított, beáztatott tengeri fülcsigába tekerik[3]
- cshüsszam (chwissam) (취쌈): Ligularia fischeri (az őszirózsaformák közé tartozó növény) levelét használják[3]
- hobagipsszam (hobagipssam) (호박잎쌈): sütőtök levelét használják[4]
- kimsszam (kimssam) (김쌈): kimbe tekerik a húst/zöldséget/rizst[5]
- kimcshiipsszam (kimchiipssam) (김치잎쌈): kimcshi (kimchi)levélbe tekerik[3]
- kkenipsszam (kkenipssam) (깻잎쌈): kínai bazsalikom levelét használják[6]
- kotkamsszam (gotgamssam) (곶감쌈): szárított datolyaszilvába tekerik[3]
- milsszam (milssam) (밀쌈): vékony koreai palacsintába tekerik[3][7]
- munosszam (muneossam) (문어쌈): polipszeletbe tekerik[3]
- osszam (eossam) (어쌈): vékony halfilébe tekerik[3]
- pecshusszam (baechussam) (배추쌈): kínai kel levelébe tekerik[3]
- phosszam (possam) (포쌈): fűszeres nyers marhahúsba tekerik[3]
- posszam (bossam) (보쌈): sertéshúsból készített sszam (ssam)[8]
- szangcshusszam (samgchussam) (상추쌈): salátalevélbe tekerik[3]
- sszambap (ssambap) (쌈밥): rizsből készített sszam (ssam)[1]

## Galéria

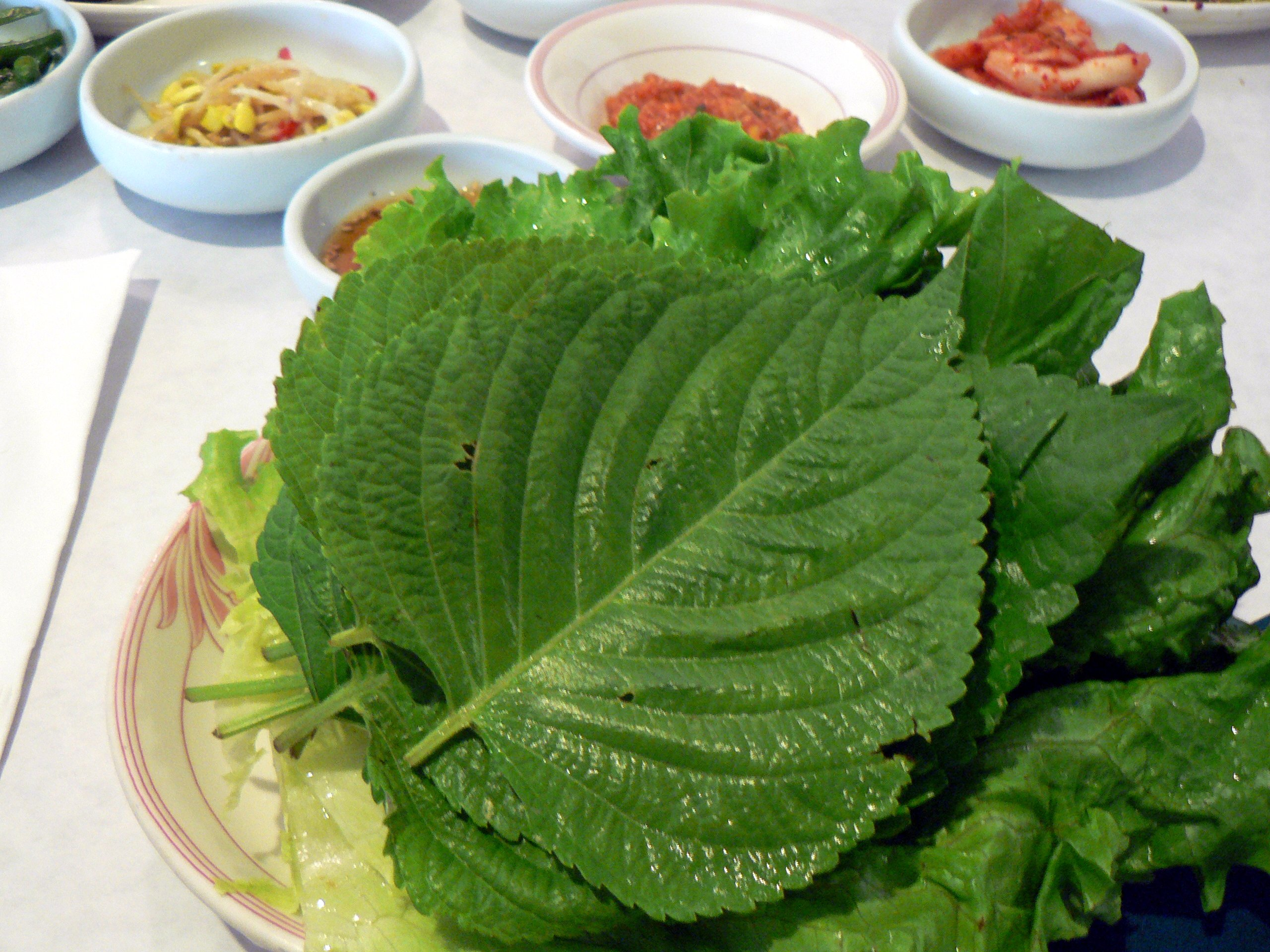
sszam (ssam)hoz használt friss növénylevelek
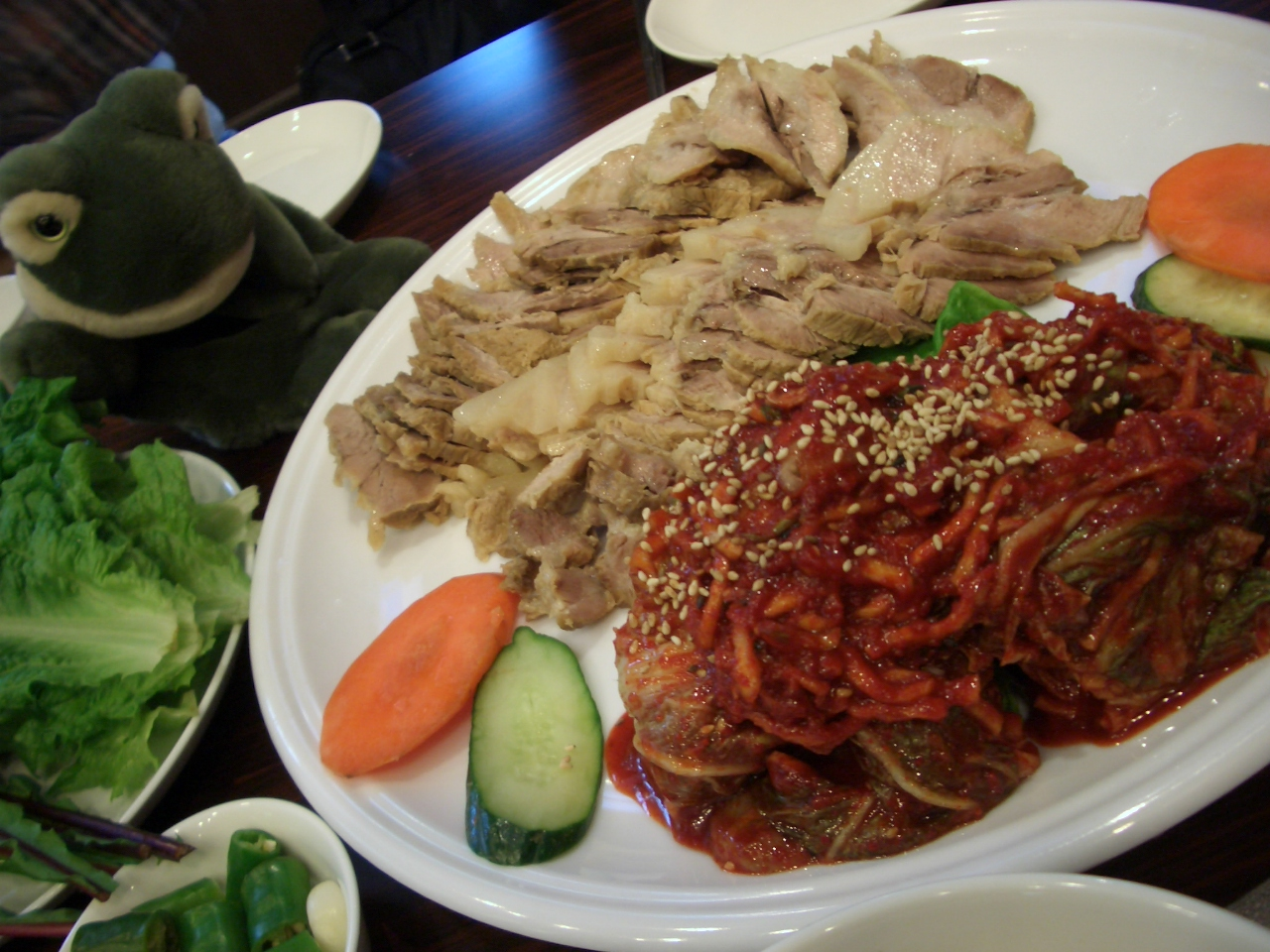
posszam (bossam)
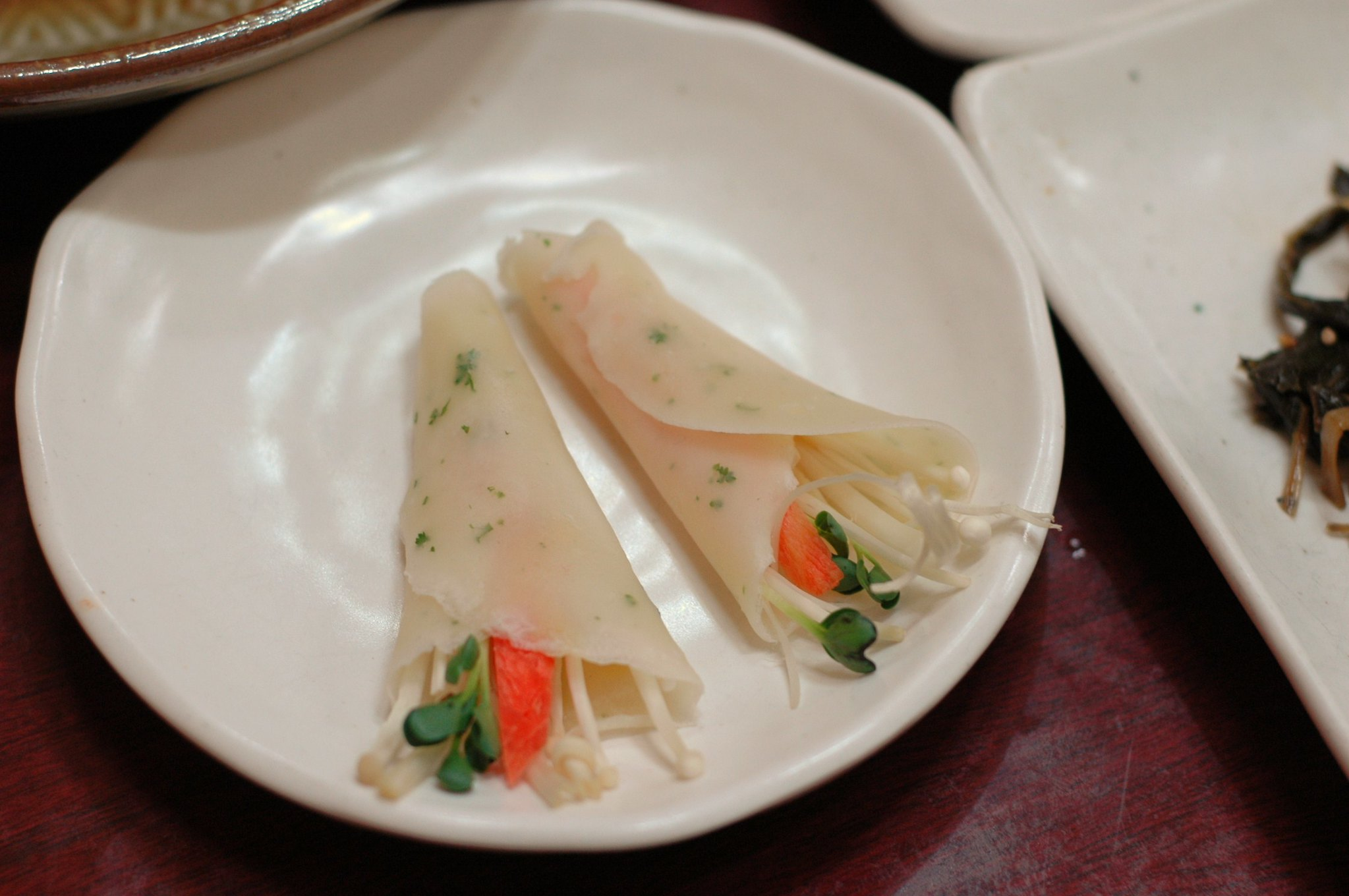
milsszam (milssam), vékony palacsintába tekert étel
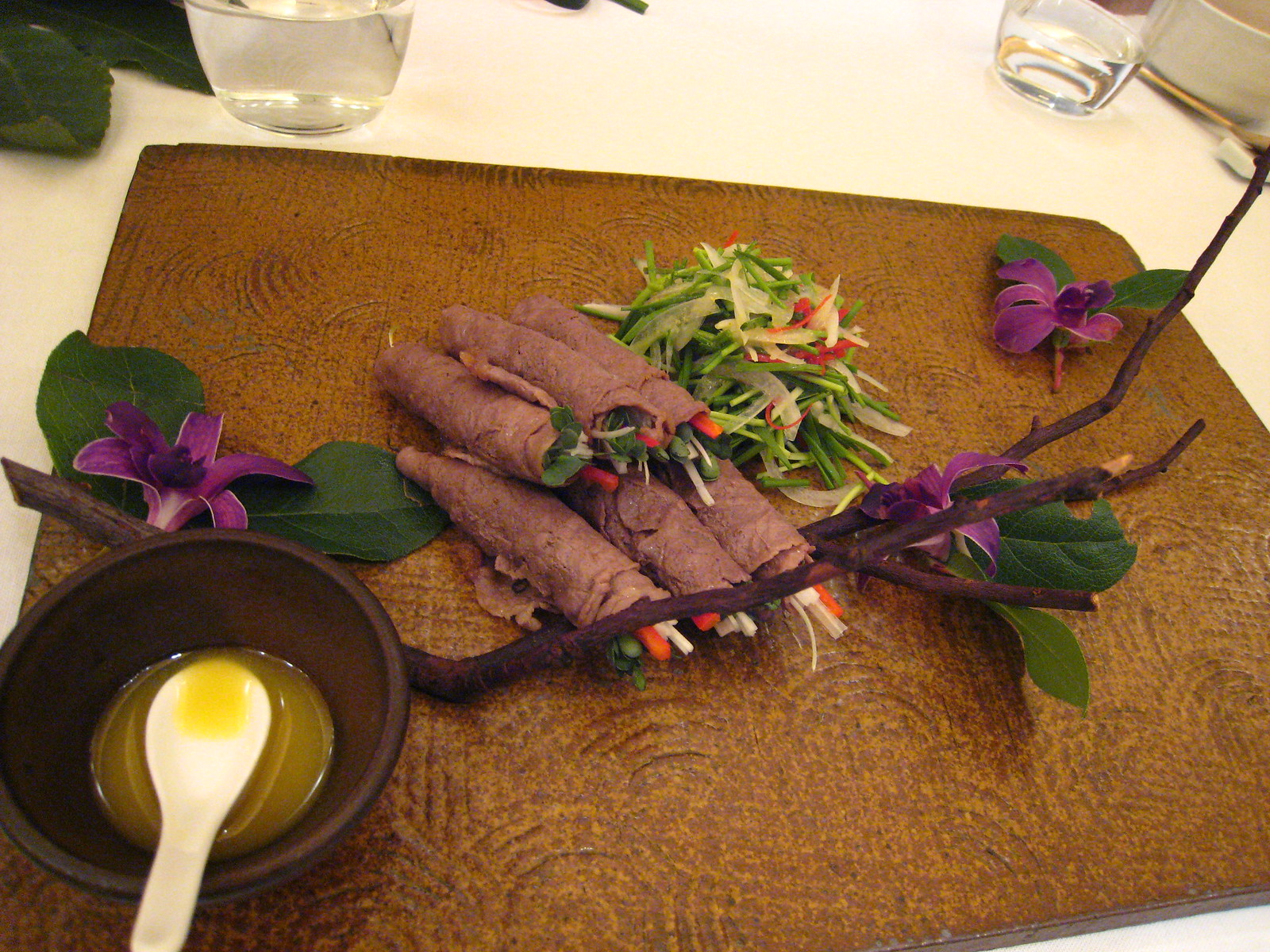
loszuphjoncshe (loseupyeonchae) (로스편채), vékony, sült marhahússzeletekbe tekert zöldségek mustárszósszal